# Peter Kohnke
Peter Kohnke (n. 9 octombrie 1941, Königsberg, Statul Liber Prusia⁠(d), Germania Nazistă – d. 3 aprilie 1975, Bremervörde, Republica Federală Germania, Germania) a fost un trăgător de tir ce a reprezentat Germania, medaliat olimpic. A participat la două ediții ale Jocurilor Olimpice (1960, 1968) în care a câștigat o medalie de aur.

## Participări
Lista de mai jos prezintă principalele competiții la care a participat Peter Kohnke de-a lungul carierei.
- shooting at the 1960 Summer Olympics – 50 metre rifle prone[*]